# جائزة الكرة الذهبية 1969
جائزة الكرة الذهبية 1969، جائزة سنوية تُعطى لأفضل لاعب كرة القدم في العالم من طرف مجلة فرانس فوتبول الفرنسية، كما تقرره لجنة دولية من الصحفيين الرياضيين، وفاز بالجائزة في 1969 اللاعب الإيطالي جاني ريفيرا لاعب إيه سي ميلان. ويعتبر أول لاعب من إيه سي ميلان يفوز بالجائزة.

## الترتيب
| الترتيب | اللاعب      | النادي       | الجنسية         | النقاط |
| ------- | ----------- | ------------ | --------------- | ------ |
| 1       | جاني ريفيرا | إيه سي ميلان | إيطاليا         | 83     |
| 2       | لويجي ريفا  | كالياري      | إيطاليا         | 79     |
| 3       | غيرد مولر   | بايرن ميونخ  | ألمانيا الغربية | 38     |